# Agrobanka
Agrobanka a.d. ist eine serbische Bank mit Hauptsitz in Belgrad.

## Geschichte
1959 wurde eine auf Landwirtschaft spezialisierte Bank gegründet, die Poljobanka. Die aktuelle Agrobanka, die im Jahr 1978 entstand, ist der Nachfolger dieser. 1995 wurde Agrobanka eine Aktiengesellschaft.

## Aktivitäten
Agrobanka Beograd bietet hauptsächlich kurzfristige Darlehen an oder langfristige, die für die landwirtschaftliche Entwicklung bestimmt sind.